# Rückhaltebecken Stöhna
Das Hochwasserrückhaltebecken Stöhna liegt südlich von Leipzig in Sachsen und gehört zum Speichersystem Untere Pleiße. Es wurde 1972 bis 1977 aus einem Tagebaurestloch gebaut und ist normalerweise nur zu einem geringen Teil gefüllt. Bei Hochwasser wird das Wasser aus der Pleiße in das Becken übergeleitet und somit zurückgehalten. Der Staudamm ist ein Erddamm mit beckenseitiger Lehmdichtung.
Namensgeber für das Rückhaltebecken war das Dorf Stöhna, das sich einst, unweit der Pleiße, hier befand. Es musste wegen des Voranschreitens des Tagebaues Espenhain 1956 abgerissen werden. 
Das Becken ist ein Naturschutzgebiet, weswegen es nicht betreten werden darf.